# Octave Maus

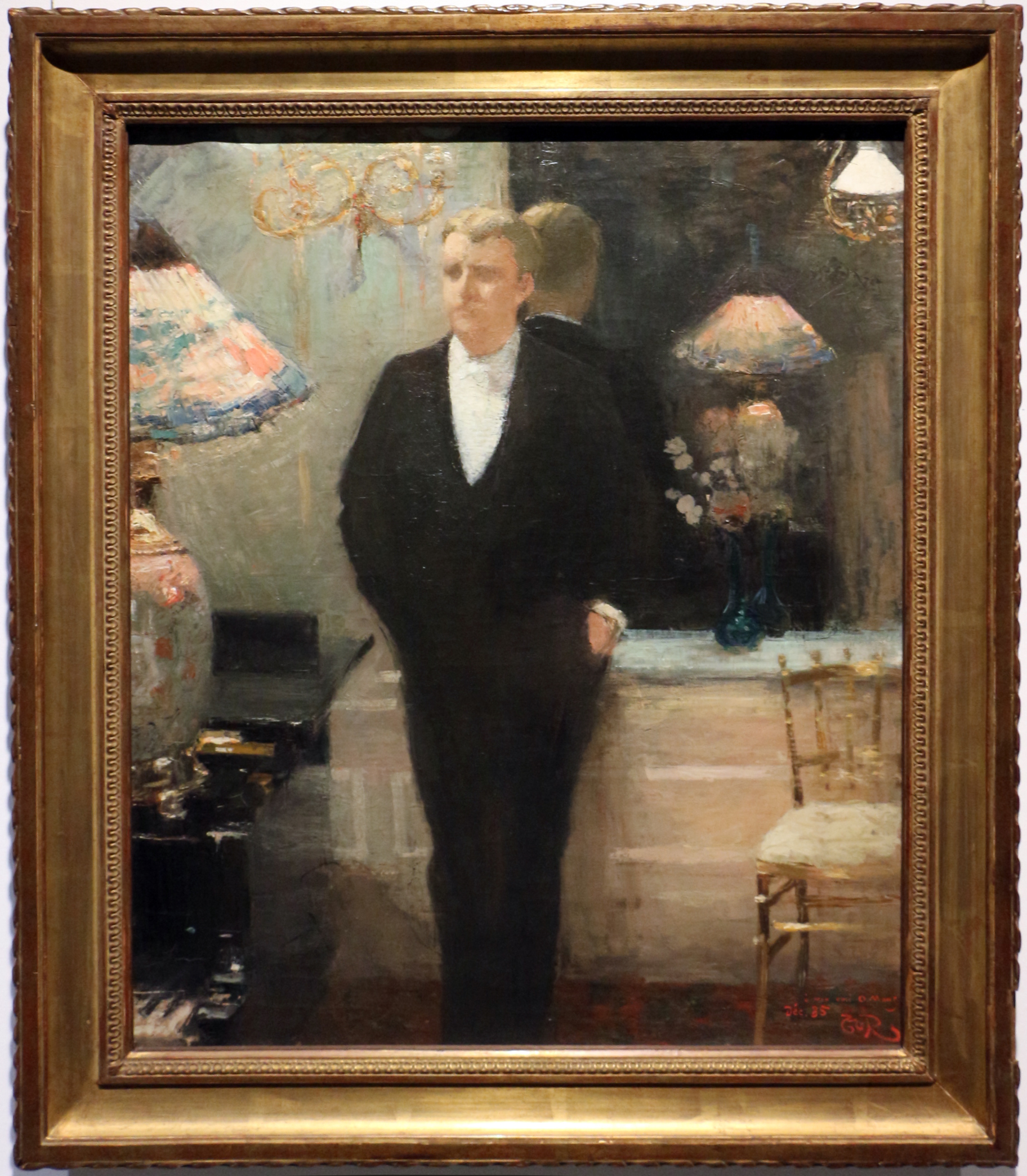
Théo van Rysselberghe: Porträt von Octave Maus, 1885

Octave Maus (* 12. Juni 1856 in Brüssel; † 26. November 1919 ebenda) war ein belgischer Jurist, Schriftsteller und Kunstförderer, der eine zentrale Rolle in der belgischen Kunstszene des späten 19. und frühen 20. Jahrhunderts spielte. Er war nicht nur ein prominenter Kunstkritiker, sondern auch ein wichtiger Organisator von Kunstausstellungen und ein Förderer des Symbolismus und Jugendstils in Belgien.

## Leben

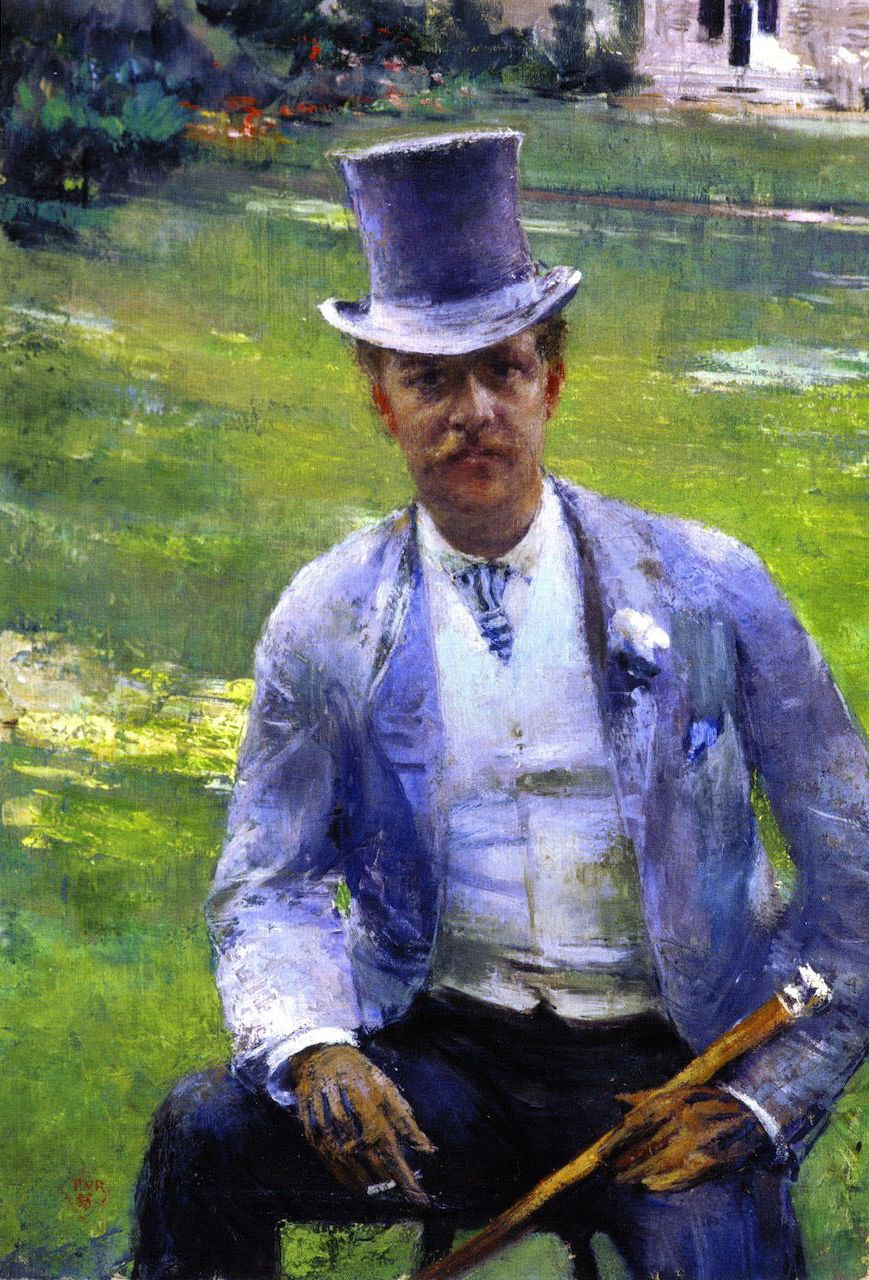
Théo van Rysselberghe: Porträt von Octave Maus als Dandy, 1885.

Octave Maus studierte Jura an der Freien Universität Brüssel. Seine musikalische Ausbildung erhielt er bei seiner Cousine, der Malerin Anna Boch, und später bei Louis Brassin. Als Wagnerianer der ersten Stunde war er einer der ersten Bayreuth-Pilger, Mitglied des Bayreuther Patronats und der Brüsseler Wagner-Gesellschaft.
Im März 1881 gründete Maus zusammen mit Edmond Picard, Victor Arnould und Eugène Robert die Wochenzeitschrift L'Art Moderne, die bis 1914 erschien. Octave Maus war ein leidenschaftlicher Verfechter der neuen und modernen Kunst. 1883 gründete er mit 20 belgischen Künstlern in der Taverne Guillaume am Brüsseler Museumsplatz die Gruppe Les XX, die zu einer der bemerkenswertesten Künstlergruppen der belgischen Kunstgeschichte wurde. Octave Maus war nicht nur ihr Gründer, sondern auch ihr Sekretär, Mäzen, Ausstellungsorganisator und Inspirator.
Die Gruppe Les XX überlebte zehn Jahre, oft begleitet von heftigen Diskussionen, bis Octave Maus 1893 dem „Gezänk leichtfertiger Individualisten“ ein Ende setzte. Nach der Auflösung von Les XX im Jahr 1893 gründete Octave Maus 1894 die La Libre Esthétique, eine Nachfolgeorganisation, die die gleichen Ziele verfolgte. Auch hier wurden jährliche Ausstellungen organisiert, die sowohl belgische als auch internationale Künstler präsentierten. Diese Organisation bestand bis 1914 und trug maßgeblich zur Verbreitung der modernen Kunst in Belgien bei.
Von 1902 bis 1919 war er auch der erste Präsident der Association des écrivains belges de langue française.

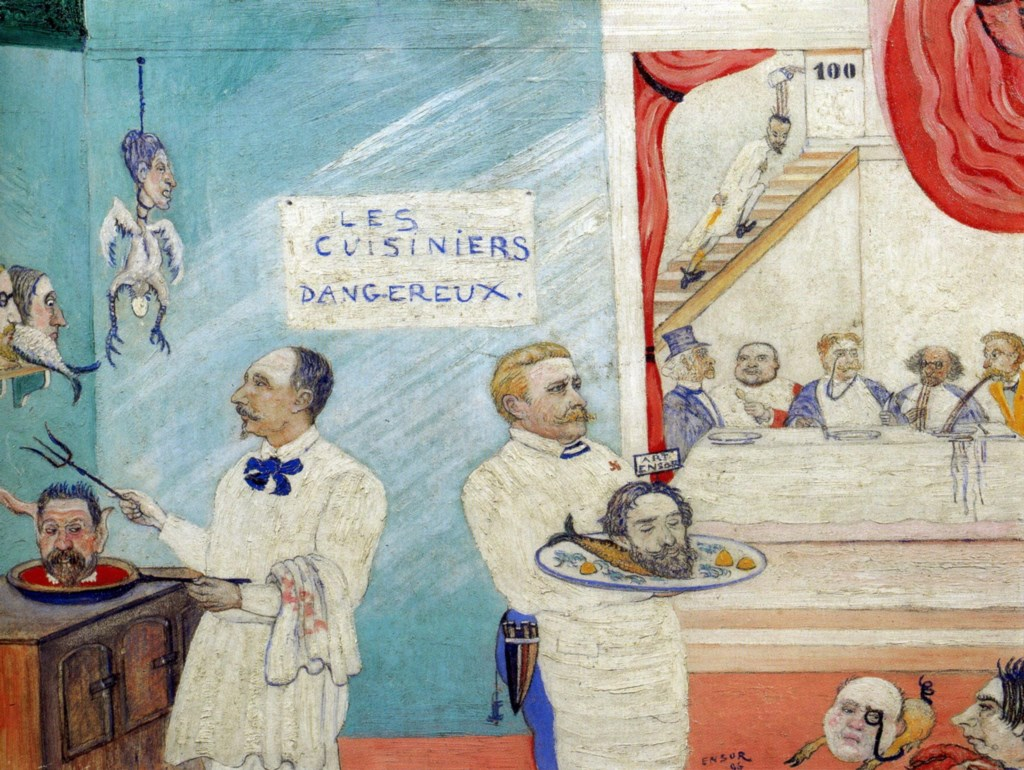
James Ensor: Les cuisiniers dangereux (Gefährliche Köche), 1896

Octave Maus’ Engagement für die moderne Kunst spiegelt sich auch in den von ihm organisierten Ausstellungen wider. Er war ein Befürworter des Symbolismus und des Jugendstils und förderte Künstler wie James Ensor, Fernand Khnopff und viele andere.
Die Komponistin Poldowski, Tochter von Henryk Wieniawski, war lebenslang mit Octave Maus befreundet. Sie widmete ihm und seiner Frau Madeleine einige ihrer Lieder. 1923 organisierte sie im Londoner Hyde Park Hotel eine Reihe von Lunchkonzerten, die unter dem Namen „The International Concerts of La Libre Esthétique“ bekannt wurden und zu denen berühmte Musiker wie Arthur Rubinstein, Jacques Thibaud und das London String Quartet eingeladen wurden.
Octave Maus wurde mehrfach von Théo van Rysselberghe gemalt.